# الكسرة (بغداد)

الكسرة هي منطقة شعبية بغدادية قديمة تقع وسط بغداد وتربط بين منطقتي الأعظمية والوزيرية.
و تعتبر ذات أعلى نسبة كثافة في بغداد إذ ان العوائل التي سكنت منذ أكثر من سبعين سنة في بيت لا يتجاوز مساحته المائة متر مربع بقيت في البيت نفسه وأغلب عوائل هذه المنطقة من صغار الكسبة والعمال

## التسمية
سميت بذلك نسبة إلى الكسرة التي حدثت في سدتها من جهة النهر بسبب فيضان دجلة سنة 1925م واغرق المدينة.

## معالم الكسرة
ومن أشهر معالم هذه المنطقة ملعب الكشافة الذي كان في السابق يسمى بساحة الكشافة وهو أقدم ملعب في بغداد شهد الكثير من المباريات الدولية الشهيرة لمنتخب العراق وتمثال جمولي الذي يتوسط الساحة المقابلة للملعب. وكلية التربية الرياضية للبنات.

## موقع الكسرة
تقع في مربع يكاد يكون في منتصف بغداد تقريبا ،فيحدها من الشمال شارع المغرب الذي يضم على جنبيه الكثير من المرافق المهمة من عيادات اطباء معروفين وصيدليات ومحال تجارية، وكذلك مستشفى الدكتور وليد الخيال لمعالجة المصابين بأمراض الكلية، ومستشفى الألوسي، ومدرسة المتميزات للبنات ودائرة جوازات الاعظمية، ودائرة الرقابة الصحية في الأعظمية. ومن الشرق شارع الوزيرية الرئيسي الذي يحتوي على كلية الفنون الجميلة ومسرح الطليعة والكثير من معالم بغداد المتميزة. بينما يحدها من الجنوب شارع جسر الحديد الذي بني في بدايات القرن الماضي. أما في جهتها الغربية يقع نهر دجلة وبالقرب منه يقع البلاط الملكي الذي انشأته العائلة المالكة في بداية النصف الأول من القرن العشرين. والذي تغير وأصبح نادياً للضباط القادة خلال فترة حكم صدام حسين.

## تاريخ الكسرة
كانت (الكسرة) في السابق تسمى بمنطقة (نجيب باشا) وهي مجموعة من البساتين كما هو الحال في أغلب مناطق بغداد الحالية.وكان يخترقها نهر صغير يتغذى من نهر دجلة عن طريق قنطرة تحت السدة الترابية التي تمنع الفيضان عن مدينة بغداد، وكان هذا النهر يسقي البساتين ويمر في منطقة الوزيرية وينتهي إلى قناة الجيش. فقررت العائلة المالكة في أواسط عشرينيات القرن الماضي بناء البلاط الملكي بمحاذاة هذا النهر الصغير من جهة ونهر دجلة من الجهة الأخرى. وعند اكتمال البناء وانتقال الملك اليه، بدأ بناء منطقة الكسرة، حيث خصصت أراض صغيرة قريبة من البلاط لا يتجاوز مساحة القطعة الواحدة أكثر من مئة متر مربع إلى حراس وخدم البلاط وسميت حينها بمنطقة (العبيد) والتي تسمى حاليا بمنطقة (الحارة) وهي تتوسط الكسرة. وكانت هذه البيوت الصغيرة تتكاثر بقدر حاجة البلاط الملكي للخدم والحراس. وكان هؤلاء الناس يعتمدون في شربهم وغسيلهم على النهر الصغير الذي يخترق البساتين ،وولكن هذا النهر اختفى في أواخر العقد السادس من القرن الماضي.
ظلت الكسرة تسمى بمنطقة أو بساتين نجيب باشا إلى عام 1954 حيث حدث الفيضان الكبير الذي اغرق بغداد حيث انكسرت السدة الترابية التي تحمي بغداد من فيضان نهر دجلة في صيف ذلك العام. وكان ذلك الانكسار بالسدة مقابل هذه المنطقة فسميت (الكسرة) ويذكر حينها عندما داهمت مياه النهر هذه المنطقة هرع سكانها إلى ملعب الكشافة وارتقوا مدرجاته وجعلوه مأوى لهم بعد أن جرفت المياه بيوتهم الطينية.وبعد انحسار المياه عادوا لترميم ما تبقى.
كان الشارع الرئيس لمنطقة الكسرة فيما مضى يعج بالحركة والحياة، وفيه العشرات من المطاعم والمقاهي ومحال بقالة، والمحلات الشعبية. وكانت ما تشتهر به في السابق هي لعبة مصارعة الديوك التي كان يقيمها مربي الديوك فيها ولكن هذه اللعبة اخذت بالنحسار في الوقت الحالي.

## أعلام الكسرة
وتعتبر (الكسرة) منجما اغنى الكرة العراقية بالكثير من اللاعبين الدوليين أمثال جمولي ومجبل فرطوس وعلي حسين وعناد عبد وغيرهم.